# Sady (województwo łódzkie)
Sady – wieś w Polsce położona w województwie łódzkim, w powiecie radomszczańskim, w gminie Żytno.
W latach 1975–1998 miejscowość położona była w województwie częstochowskim.